# Pupilometría
La pupilometría  es el estudio de los factores psicológicos que afectan la respuesta pupilar. En este campo se han desempeñado investigadores como Jean Decety.

## Hallazgos
Se ha encontrado que las personas que se interesan en un tema o un estímulo tienden a dilatar sus pupilas mientras este está presente, como estímulos visuales. Incluso elementos como alimentos, procesos mentales y personajes de la política tienen efectos en la respuesta pupilar (dilatación y contracción). Incluso algunos estudios sugieren que el tamaño de la pupila influye en las interacciones sociales, tomando un papel no verbal, siendo asociado a atributos positivos como amistad y atractivo.